# Jump5
Jump5 fue un grupo teen pop estadounidense de música pop formado en 1999 en Nashville, Tennessee.

## Historia

### Formación
El grupo estuvo formado por los hermanos Brandon y Brittany Hargest, los cuales coincidieron con Lesley Moore y Chris Fedun además de Libby Hodges en una competición de bandas. La madre de Hodges quiso abrir un casting con el fin de que alguien se uniera a su hija a los que se apuntaron los anteriores mencionados. En un principio, la banda iba a llamarse "Jump Start", pero por conflictos de marca, pasó a llamarse Jump5. Norman Miller pasó a ser el mánager del grupo y posteriormente firmarían contrato con Sparrow Records, siendo la primera banda adolescente en firmar con el sello hasta la fecha.

### Primeros años
El 14 de agosto de 2001 publicaron su álbum de debut: Jump5. Al mes siguiente grabaron uno especial en el que se incluía una versión del tema de Lee Greenwood: God Bless the USA en homenaje a las víctimas de los atentados del 11 de septiembre. En los dos años siguientes publicarían otros tres: All the Time in the World, All the Joy in the World y Accelerate
Durante aquellos años realizaron giras como teloneros para Aaron Carter, Play, A-Teens, ZOEgirl entre otros.

### Marcha de Hodges y proyecto como cuarteto
En enero de 2004 Hodges anunció su marcha del grupo para "tomarse un descanso" y ver "lo que Dios busca de ella en ese punto de su vida". En abril publican un álbum remix bajo el título de Mix It Up. En la primavera del mismo año el fanclub oficial anunció la incorporación de Natasha Noack como sustituta de Hodges. 
En su carrera profesional destaca que participó en el Radio Disney Spring Thing Tour y colaboró en la banda sonora de la película Sleepover. En junio decidió que no seguiría en el grupo y anunció su marcha.
El 21 de septiembre de 2004 publicaron Dreaming in Color siendo este su primer trabajo como cuarteto.

### Últimos años
En 2005 grabaron Radio The World pero jamás llegó a publicarse, en su lugar produjeron un recopilatorio de grandes éxitos titulado The Very Best of Jump5 publicado el 15 de marzo del mismo año. El siguiente proyecto fue Rock This Christmas, esta vez con la discográfica Nevaeh Records.
El 30 de noviembre colgaron vía en línea Both To Blame aunque la opción de descargar o comprar no estaba disponible.
El 9 de septiembre de 2007 publicarían su último álbum: Hello & Goodbye con Slanted Records. Para la grabación contaron con la colaboración de la ex del grupo: Libby Hodges. 
El 16 de diciembre de 2007 anunciaron su disolución definitiva, pero antes realizaron una gira de despedida que terminó en Nashville.

## Discografía

### Álbumes de estudio
- Jump5 (2001)
- All the Time in the World (2002)
- Accelerate (2003)
- Dreaming in Color (2004)
- Hello & Goodbye (2007)

### Especiales navideños
- All the Joy in the World (2002)
- Rock This Christmas (2005)

### Recopilatorios
- The Very Best of Jump5 (2005)
- Shining Star (2005)
- Top 5 Hits (2006)
- Greatest Hits (2008)
- The Ultimate Collection (2009)

### Remixes
- Mix It Up (2004)
- Christmas Like This (2007) (Descarga digital)

### DVD
- Jump5 (2002) (Oro)[2]
- All the Time in the World (2002) (Oro)[2]
- Start Dancin' With Jump5 (2003) (Plata)
- Jump5: Hello & Goodbye (edición limitada) (2007)